# باشگاه فوتبال زادار
باشگاه فوتبال زادار (انگلیسی: Football Club Zadar) یک باشگاه فوتبال مستقر در زادار، کرواسی بود که در سال ۲۰۲۰ منحل شد.

## ورزشگاه خانگی
ورزشگاه خانگی آنها استانوی با ظرفیت ۳۸۵۸ نفر بود.

## بازیکنان مطرح
- یاکوف سوراچ (۱۹۹۲–۱۹۹۸، ۲۰۰۱–۲۰۱۶)[۳]
- فخرالدین شهیچ (۱۹۹۲–۱۹۹۹)[۴]
- زوونیمیر یوریچ (۱۹۹۴–۲۰۰۵)[۵]
- دالیبر زبیچ (۱۹۹۶–۱۹۹۹، ۲۰۰۱–۲۰۰۵)[۶]
- لوکا مودریچ (۱۹۹۶–۲۰۰۱; رده پایه)
- دراگان بلاتنیاک (۲۰۰۱–۲۰۰۳)
- دنیل سوباشیچ (رده پایه تا سال ۲۰۰۳; تیم بزرگسالان ۲۰۰۳–۲۰۰۹)
- یوسیپ بیلاور (۲۰۰۳–۲۰۱۷)[۷]
- ژلیمیر ترکش (۲۰۰۴–۲۰۱۱، ۲۰۱۲–۲۰۱۳، ۲۰۱۴–۲۰۱۸)[۸]
- دراگان ژوپان (۲۰۰۵–۲۰۰۶، ۲۰۰۶–۲۰۰۹، ۲۰۱۲–۲۰۱۳، ۲۰۱۶–۲۰۲۰)
- شیمه ورسایکو (رده پایه تا سال ۲۰۰۶)